# Winter X Games 19
Winter X Games XIX (ang. 19 Winter X Games) – zawody sportowe, które odbyły się w dniach 21–25 stycznia 2015 w Aspen w stanie Kolorado. Zawodnicy rywalizowali w trzech dyscyplinach: narciarstwie dowolnym, snowboardzie i snowmobilingu.

## Narciarstwo

### SuperPipe Kobiet
| Pozycja | Zawodniczka         | Przejazd 1 | Przejazd 2 | Przejazd 3 | Najlepszy wynik |
| ------- | ------------------- | ---------- | ---------- | ---------- | --------------- |
|         | Maddie Bowman       | 85.00      | 78.00      | 85.66      | 85.66           |
|         | Ayana Onozuka       | 80.00      | 62.33      | 83.33      | 83.33           |
|         | Brita Sigourney     | 77.00      | 78.66      | 30.33      | 78.66           |
| 4.      | Angeli Vanlaanen    | 69.66      | 23.00      | 11.66      | 69.66           |
| 5.      | Janina Kuzma        | 60.33      | 66.66      | 60.00      | 66.66           |
| 6.      | Annalisa Drew       | 17.66      | 46.66      | 66.00      | 66.00           |
| 7.      | Marie Martinod      | 65.33      | 9.33       | 65.66      | 65.66           |
| 8.      | Rosalind Groenewoud | 27.33      | DNS        | DNS        | 27.33           |

### SuperPipe Mężczyzn
| Pozycja | Zawodnik       | Przejazd 1 | Przejazd 2 | Przejazd 3 | Najlepszy wynik |
| ------- | -------------- | ---------- | ---------- | ---------- | --------------- |
|         | Simon d’Artois | 90.33      | 87.66      | 93.00      | 93.00           |
|         | Kevin Rolland  | 19.00      | 85.00      | 92.33      | 92.33           |
|         | Alex Ferreira  | 42.33      | 39.33      | 91.66      | 91.66           |
| 4.      | David Wise     | 41.00      | 69.66      | 89.00      | 89.00           |
| 5.      | Gus Kenworthy  | 88.00      | 85.66      | 34.33      | 88.00           |
| 6.      | Noah Bowman    | 31.33      | 80.00      | 86.33      | 86.33           |
| 7.      | Lyman Currier  | 83.33      | 56.66      | 79.66      | 83.33           |
| 8.      | Mike Riddle    | 78.33      | 31.00      | 10.00      | 78.33           |

### Big Air Mężczyzn
| Pozycja | Zawodnik        | Wynik   |
| ------- | --------------- | ------- |
|         | Vincent Gagnier | 91.00   |
|         | Bobby Brown     | 82.00   |
|         | Elias Ambühl    | 82.00 * |
| 4       | Kai Mahler      | 78.00   |
| 5       | Jesper Tjäder   | 72.00   |
| 6       | Alex Schlopy    | 14.00   |

- Miejsce zależne od ostatniego skoku

### SlopeStyle Mężczyzn
| Pozycja | Zawodnik         | Przejazd 1 | Przejazd 2 | Przejazd 3 | Najlepszy wynik |
| ------- | ---------------- | ---------- | ---------- | ---------- | --------------- |
|         | Nicholas Goepper | 93.66      | 33.00      | 80.66      | 93.66           |
|         | Joss Christensen | 90.66      | 89.00      | 20.33      | 90.66           |
|         | Alex Bellemare   | 83.00      | 85.66      | 31.33      | 85.66           |
| 4.      | Bobby Brown      | 14.33      | 32.33      | 75.00      | 75.00           |
| 5.      | James Woods      | 20.00      | 72.66      | 65.33      | 72.66           |
| 6.      | Thomas Wallisch  | 14.66      | 70.00      | 21.00      | 70.00           |
| 7.      | Gus Kenworthy    | 30.33      | 34.00      | 57.00      | 57.00           |
| 8.      | Henrik Harlaut   | 22.66      | DNS        | DNS        | 22.66           |

### SlopeStyle Kobiet
| Pozycja | Zawodniczka           | Przejazd 1 | Przejazd 2 | Przejazd 3 | Najlepszy wynik |
| ------- | --------------------- | ---------- | ---------- | ---------- | --------------- |
|         | Emma Dahlström        | 82.66      | 90.33      | 35.00      | 90.33           |
|         | Keri Herman           | 86.66      | 60.33      | 10.33      | 86.66           |
|         | Dara Howell           | 78.66      | 17.66      | 82.00      | 82.00           |
| 4.      | Devin Logan           | 80.33      | 52.00      | 81.00      | 81.00           |
| 5.      | Julia Krass           | 15.00      | 79.00      | 34.33      | 79.00           |
| 6.      | Nikki Blackall        | 23.00      | 64.66      | 61.33      | 64.66           |
| 7.      | Anouk Purnelle-Faniel | 18.00      | 29.33      | 57.00      | 57.00           |
| 8.      | Darian Stevens        | DNS        | DNS        | DNS        | DNS             |

### Mono Skier X Mężczyzn
| Pozycja | Zawodnik           | Czas          |
| ------- | ------------------ | ------------- |
|         | Chris Devlin-Young | 1:03.246 min  |
|         | Brandon Adam       | 1:06.864 min  |
|         | Ravi Drugan        | 1:11.600 min  |
| 4.      | Kevin Lindner      | 16:39.999 min |

## Snowboarding

### Snowboarder X Mężczyzn
| Pozycja | Zawodnik         | Czas         |
| ------- | ---------------- | ------------ |
|         | Kevin Hill       | 0:50.036 min |
|         | Omar Visintin    | 0:51.280 min |
|         | Nate Holland     | 0:52.122 min |
| 4.      | Nick Baumgartner | 0:52.356 min |
| 5.      | Konstantin Schad | 0:54.909 min |
| 6.      | Markus Schairer  | 0:56.536 min |

### Snowboarder X Kobiet
| Pozycja | Zawodniczka         | Czas         |
| ------- | ------------------- | ------------ |
|         | Lindsey Jacobellis  | 0:53.085 min |
|         | Dominique Maltais   | 0:53.234 min |
|         | Nelly Moenne-Loccoz | 0:53.384 min |
| 4.      | Belle Brockhoff     | 0:53.544 min |
| 5.      | Michela Moioli      | 0:53.711 min |
| 6.      | Eva Samková         | 1:06.799 min |

### Snowboard X Adaptive Mężczyzn
| Pozycja | Zawodnik          | Czas         |
| ------- | ----------------- | ------------ |
|         | Keith Gabel       | 0:57.168 min |
|         | Carl Murphy       | 0:57.449 min |
|         | Alex Massie       | 1:01.295 min |
| 4.      | John Leslie       | 1:08.865 min |
| 5.      | Mike Shea         | 1:08.865 min |
| 6.      | Matti Suur-Hamari | 1:10.495 min |

### Big Air Mężczyzn
| Pozycja | Zawodnik        | Wynik |
| ------- | --------------- | ----- |
|         | Mark McMorris   | 88.00 |
|         | Maxence Parrot  | 82.00 |
|         | Yūki Kadono     | 66.00 |
| 4.      | Sven Thorgren   | 58.00 |
| 5.      | Ståle Sandbech  | 40.00 |
| 6.      | Torstein Horgmo | 19.00 |

### Slopestyle Mężczyzn
| Pozycja | Zawodnik          | Przejazd 1 | Przejazd 2 | Przejazd 3 | Najlepszy wynik |
| ------- | ----------------- | ---------- | ---------- | ---------- | --------------- |
|         | Mark McMorris     | 51.00      | 96.00      | 29.00      | 96.00           |
|         | Ståle Sandbech    | 95.00      | 15.00      | 34.66      | 95.00           |
|         | Sven Thorgren     | 92.00      | 39.33      | 37.66      | 92.00           |
| 4.      | Sebastien Toutant | 33.33      | 87.33      | 35.00      | 87.33           |
| 5.      | Sage Kotsenburg   | 83.33      | 42.66      | 67.66      | 83.33           |
| 6.      | Torstein Horgmo   | 44.66      | 49.33      | 57.00      | 57.00           |
| 7.      | Emil Ulsletten    | 35.33      | 47.33      | 29.33      | 47.33           |
| 8.      | Nick Baden        | 32.33      | 36.33      | 40.33      | 40.33           |

### Slopestyle Kobiet
| Pozycja | Zawodniczka     | Przejazd 1 | Przejazd 2 | Przejazd 3 | Najlepszy wynik |
| ------- | --------------- | ---------- | ---------- | ---------- | --------------- |
|         | Silje Norendal  | 90.66      | 90.33      | 93.66      | 93.66           |
|         | Jamie Anderson  | 85.00      | 91.33      | 36.33      | 91.33           |
|         | Christy Prior   | 39.66      | 14.00      | 89.33      | 89.33           |
| 4.      | Spencer O’Brien | 54.00      | 87.33      | 13.33      | 87.33           |
| 5.      | Kjersti Buaas   | 13.66      | 28.00      | 80.00      | 80.00           |
| 6.      | Enni Rukajärvi  | 71.33      | 43.33      | 41.00      | 71.33           |
| 7.      | Cheryl Maas     | 30.00      | 22.66      | 46.66      | 46.66           |
| 8.      | Anna Gasser     | 28.66      | 46.33      |            | 46.33           |

### SuperPipe Kobiet
| Pozycja | Zawodniczka       | Przejazd 1 | Przejazd 2 | Przejazd 3 | Najlepszy wynik |
| ------- | ----------------- | ---------- | ---------- | ---------- | --------------- |
|         | Chloe Kim         | 81.66      | 87.66      | 92.00      | 92.00           |
|         | Kelly Clark       | 90.00      | 39.00      | 42.33      | 90.00           |
|         | Torah Bright      | 78.33      | 19.33      | 5.00       | 78.33           |
| 4.      | Arielle Gold      | 73.33      | 75.66      | 73.00      | 75.66           |
| 5.      | Cai Xuetong       | 47.00      | 11.00      | 70.00      | 70.00           |
| 6.      | Queralt Castellet | 60.00      | 50.00      | 10.33      | 60.00           |
| 7.      | Hannah Teter      | 51.00      | 48.00      | 10.66      | 51.00           |
| 8.      | Elena Hight       | 21.66      | 46.00      | 32.00      | 46.00           |

### SuperPipe Mężczyzn
| Pozycja | Zawodnik            | Przejazd 1 | Przejazd 2 | Przejazd 3 | Najlepszy wynik |
| ------- | ------------------- | ---------- | ---------- | ---------- | --------------- |
|         | Danny Davis         | 80.00      | 64.33      | 93.66      | 93.66           |
|         | Taku Hiraoka        | 84.33      | 14.33      | 92.33      | 92.33           |
|         | Iouri Podladtchikov | 89.00      | 67.66      | 40.00      | 89.00           |
| 4.      | Shaun White         | 54.00      | 82.00      | 62.66      | 82.00           |
| 5.      | David Hablützel     | 61.00      | 79.00      | 62.66      | 79.00           |
| 6.      | Gabe Ferguson       | 73.00      | 30.33      | 57.00      | 73.00           |
| 7.      | Ayumu Hirano        | 77.66      | 70.00      | 24.33      | 77.66           |
| 8.      | Zhang Yiwei         | 40.00      | 12.00      | 75.00      | 75.00           |

## Snowmobiling

### Speed & Style
| Pozycja | Zawodnik         | Wynik |
| ------- | ---------------- | ----- |
|         | Colten Moore     | 90.62 |
|         | Joe Parsons      | 83.00 |
|         | Cory Davis       | 84.33 |
| 4.      | Levi LaVallee    | 50.01 |
| 5.      | * Heath Frisby   | 81.39 |
| 6.      | * Brett Turcotte | -     |
| 7.      | * Sam Rogers     | 81.39 |
| 8.      | * Willie Elam    | 82.67 |

- Zawodnicy odpadli w ćwierćfinale.

### Long Jump
| Pozycja | Zawodnik      | Odległość |
| ------- | ------------- | --------- |
|         | Heath Frisby  | 50.28 m   |
|         | Cory Davis    | 48.90 m   |
|         | Colten Moore  | 48.00 m   |
| 4.      | Kyle Pallin   | 43.83 m   |
| 5.      | Joe Parsons   | 39.55 m   |
| 6.      | Chris Burandt | 28.10 m   |

### SnoCross Adaptive
| Pozycja | Zawodnik        | Czas         |
| ------- | --------------- | ------------ |
|         | Garrett Goodwin | 6:25.099 min |
|         | Doug Henry      | 6:31.947 min |
|         | Jim Wazny       | 6:47.128 min |
| 4.      | Jeff Tweet      | 6:51.886 min |
| 5.      | E.J. Poplawski  | 6:58.689 min |
| 6.      | Chris Heppding  | 6:59.594 min |
| 7.      | Bryan Hatch     | 6:29.822 min |

### SnoCross
| Pozycja | Zawodnik       | Czas          |
| ------- | -------------- | ------------- |
|         | Tucker Hibbert | 14:41.084 min |
|         | Kody Kamm      | 15:01.747 min |
|         | Ross Martin    | 15:08.593 min |
| 4.      | Adam Renheim   | 15:30.703 min |
| 5.      | Justin Broberg | 14:50.457 min |
| 6.      | Tim Tremblay   | 14:55.196 min |
| 7.      | Dave Joanis    | 14:58.989 min |
| 8.      | Colby Crapo    | 15:12.930 min |
| 9.      | Corin Todd     | 15:25.487 min |
| 10.     | John Stenberg  | 16:39.999 min |

### HillCross
| Pozycja | Zawodnik        | Czas         |
| ------- | --------------- | ------------ |
|         | Ryan Simons     | 0:57.154 min |
|         | Justin Thomas   | 0:59.074 min |
|         | Nathan Titus    | 1:02.591 min |
| 4.      | Jason Fox       | 1:06.400 min |
| 5.      | Dolan Phelps    | 1:08.511 min |
| 6.      | David Sharp Jr. | 1:10.882 min |

## Klasyfikacja medalowa
| Mj | Państwo           |    |    |   | Łącznie |
| -- | ----------------- | -- | -- | - | ------- |
| 1  | Stany Zjednoczone | 11 | 11 | 9 | 31      |
| 2  | Kanada            | 6  | 2  | 3 | 11      |
| 3  | Norwegia          | 1  | 1  | 0 | 2       |
| 4  | Szwecja           | 1  | 0  | 1 | 2       |
| 5  | Japonia           | 0  | 2  | 1 | 3       |
| 6  | Nowa Zelandia     | 0  | 1  | 1 | 2       |
| 7  | Francja           | 0  | 1  | 1 | 2       |
| 8  | Szwajcaria        | 0  | 0  | 2 | 2       |
| 9  | Włochy            | 0  | 1  | 0 | 1       |
| 10 | Australia         | 0  | 0  | 1 | 1       |